# Scream 2
Scream 2 is een Amerikaanse horrorfilm uit 1997 onder regie van Wes Craven. De productie is het vervolg op het in 1996 uitgebrachte Scream, waarna in 2000 Scream 3 verscheen. Scream 2 werd genomineerd voor onder meer drie Saturn Awards, die voor beste horrorfilm, beste actrice (Neve Campbell) en beste bijrolspeelster (Courteney Cox). Bijrolspeelster Tori Spelling kreeg daarentegen een nominatie voor de Razzie Award voor slechtste nieuwkomer.

## Verhaal
Sidney Prescott (Neve Campbell) studeert inmiddels aan het Windsor College en probeert de gewelddadige gebeurtenissen in Woodsboro zo goed en zo kwaad als het kan achter zich te laten. Dat wordt haar alleen niet makkelijk gemaakt. Ze krijgt regelmatig grappenmakers aan de telefoon die zich voordoen als moordenaar Ghostface en er gaat een film genaamd Stab in première, gebaseerd op het boek dat sensatiejournaliste Gale Weathers (Courteney Cox) schreef over de moorden in Woodsboro.
Tijdens een bioscoopvertoning van Stab steekt iemand in een Ghostface-vermomming twee bezoekers dood. Daarna verdwijnt de moordenaar voordat een van de andere mensen in de zaal doorheeft dat het niet om een publiciteitsstunt gaat. Ghostface komt opnieuw achter Sidney en iedereen die haar bijstaat aan.

## De regels
In de Scream-films geldt er een aantal ongeschreven wetten op het gebied van horrorfilms. Een van de hoofdpersonages in Scream 2 (Randy Meeks) legt tijdens de film uit wat die zijn voor vervolgfilms. De regels zijn:
- Het aantal doden is altijd hoger
- De sterfscènes zijn altijd gruwelijker
- Ga er nooit van uit dat de moordenaar dood is.

## Rolverdeling
| Acteur                | Personage                 |
| --------------------- | ------------------------- |
| Neve Campbell         | Sidney Prescott           |
| David Arquette        | Dewey Riley               |
| Courteney Cox         | Gale Weathers             |
| Jamie Kennedy         | Randy Meeks               |
| Jerry O'Connell       | Derek Feldman             |
| Elise Neal            | Hallie McDaniel           |
| Timothy Olyphant      | Mickey Altieri            |
| Sarah Michelle Gellar | Cici Cooper               |
| Roger L. Jackson      | Ghostface                 |
| Liev Schreiber        | Cotton Weary              |
| Laurie Metcalf        | Mrs. Loomis/"Debbie Salt" |
| Duane Martin          | Joel Jones                |
| Jada Pinkett Smith    | Maureen Evans             |
| Omar Epps             | Phil Stevens              |
| David Warner          | Mr. Gold                  |
| Rebecca Gayheart      | Lois                      |
| Portia de Rossi       | Murphy                    |
| Philip Pavel          | officier Andrews          |
| Christopher Doyle     | officier Richards         |
| Tori Spelling         | (cameo)                   |
| Luke Wilson           | Billy                     |
| Heather Graham        | Casey                     |
| Joshua Jackson        | cameo                     |

## Ontvangst
Scream 2 werd uitgebracht op 10 december 1997 en werd door het publiek goed ontvangen. Op Rotten Tomatoes heeft de film een score van 81% op basis van 80 beoordelingen. Metacritic komt op een score van 63/100, gebaseerd op 20 beoordelingen. In 2000 werd er een vervolgfilm uitgebracht onder de naam Scream 3.